# جنت (فیلم)
جنت (به هندی: Jannat) فیلمی است محصول سال ۲۰۰۸ و به کارگردانی کونال دشموخ است. در این فیلم بازیگرانی همچون عمران هاشمی، سونال چائوهان، جاوید شیخ ایفای نقش کرده‌اند.
دنباله این فیلم جنت ۲ نام دارد که در سال ۲۰۱۲ اکران شد.